# جودت يلماز
جودت يلماز (بالتركية: Cevdet Yılmaz)‏ (ولد في 1 أبريل 1967) سياسي تركي زازاكي يشغل منصب نائب رئيس الجمهورية التركية منذ 3 يونيو 2023 ، وكان نائب رئيس وزراء تركيا في الحكومة المؤقتة برئاسة أحمد داود أوغلو في الفترة من 28 أغسطس حتى 17 نوفمبر 2015، كما سبق أن شغل منصب وزير التنمية مرتين: الأولى من 2011 إلى 2015، والثانية من 2015 إلى 2016.

## سيرته
ولد جودت يلماز في 1 أبريل 1967 في بينكل. اسم والده كمال ، والدته فاطمة.
درس جودت في المدرسة الثانوية في بينكل، وتخرج فيها عام 1983، ثم تخرج في كلية الاقتصاد والعلوم الإدارية قسم الإدارة العامة التابعة لجامعة الشرق الأوسط التقنية في 1988، وفي 1989 بدأ العمل في هيئة تخطيط الدولة التابعة للحكومة التركية.
ذهب إلى الولايات المتحدة بين عامي 1992 و1994، ودرس العلاقات الدولية في جامعة دنفر، كما درس العلوم السياسية والإدارة العامة في جامعة بيلكنت، وحصل على درجة الدكتوراه. وفي عام 2003 عُيِنَ مسؤولًا عن العلاقات مع الاتحاد الأوروبي.
في انتخابات 2007 انتُخِبَ نائبًا في البرلمان التركي عن دائرة بينكل الانتخابية. وفي 1 مايو 2009 أصبح وزير دولة في حكومة أردوغان الثانية، وفي 6 يوليو 2011 أصبح وزير التنمية في حكومة أردوغان الثالثة.
وهو نائب رئيس حزب العدالة والتنمية التركي ومسؤول العلاقات الخارجية في الحزب. 

## وصلات خارجية
- (بالتركية) Ministry of Development official web site
- (بالتركية) Minister of Development official web site
- (بالتركية) Bakanı Biography of Cevdet Yılmaz at the website of AK Party